# On My Way (canción de Omar Naber)
«On My Way» —[ɒn maɪ weɪ]; en español: «En camino»— es una canción compuesta e interpretada en inglés por Omar Naber. Fue elegida para representar a Eslovenia en el Festival de la Canción de Eurovisión de 2017 tras ganar la final nacional eslovena, EMA 2017, el 24 de febrero de 2017.

## Festival de Eurovisión

### Festival de la Canción de Eurovisión 2017
Esta fue la representación eslovena en el Festival de Eurovisión 2017, interpretada por Omar Naber.
El 31 de enero de 2017 se organizó un sorteo de asignación en el que se colocaba a cada país en una de las dos semifinales, además de decidir en qué mitad del certamen actuarían. Como resultado, la canción fue interpretada en 17º lugar durante la primera semifinal, celebrada el 9 de mayo de 2017. Fue precedida por Armenia con Artsvik interpretando «Fly with Me» y seguida por Letonia con Triana Park interpretando «Line». La canción no fue anunciada entre los diez temas elegidos para pasar a la final, y por lo tanto no se clasificó para competir en esta. Más tarde se reveló que el país había quedado en 17º puesto con 36 puntos.